# Петухов, Николай Евгеньевич
Никола́й Евге́ньевич Петухо́в (23 марта 1925, дер. Михалёво, Вологодская губерния — 24 сентября 1943, Каневский район, Киевская область) — красноармеец, участник Великой Отечественной войны, Герой Советского Союза (1943).

## Биография
Родился 23 марта 1925 года в деревне Михалёво (ныне — Верховажский район Вологодской области). После окончания семи классов школы работал сначала в колхозе, затем на лесозаготовках.
В 1943 году был призван на службу в Рабоче-крестьянскую Красную армию и направлен на фронт Великой Отечественной войны, воевал автоматчиком моторизованного пулемётного батальона 51-й гвардейской танковой бригады 6-го гвардейского танкового корпуса 3-й гвардейской танковой армии Воронежского фронта. Отличился во время битвы за Днепр.
22 сентября 1943 года одним из первых переправился через Днепр в районе села Григоровка Каневского района и принял активное участие в боях за захват и удержание плацдарма на его западном берегу, отбросив противника и продержавшись до переправы основных сил. 24 сентября 1943 года погиб в бою. Похоронен в братской могиле в Григоровке.
Указом Президиума Верховного Совета СССР от 17 ноября 1943 года за «успешное форсирование реки Днепр, прочное закрепление плацдарма на западном берегу реки Днепр и проявленные при этом отвагу и геройство» красноармеец Николай Петухов посмертно был удостоен звания Героя Советского Союза. Также посмертно был награждён орденом Ленина.
В его честь названы улицы в Верховажье и посёлке Каменка Верховажского района, установлен бюст в Верховажье, названа школа в Верховажском районе.